# Армянский шмель
Армянский шмель (Bombus armeniacus) — редкий вид шмелей, занесён в Красную книгу России и Украины.

## Описание
Длина тела 21—32 мм. Щёки сильно удлинённые. Голова, перевязь на спинке между основаниями крыльев, задний сегмент брюшка (пигидий) и ноги в чёрных волосках, остальные части тела в светло-жёлтых волосках. Крылья коричневые.

## Распространение
Встречается в Литве, в лесостепной и степной зоне Евразии от Украины до Енисея, в Монголии, на Кавказе.